# Director’s friend

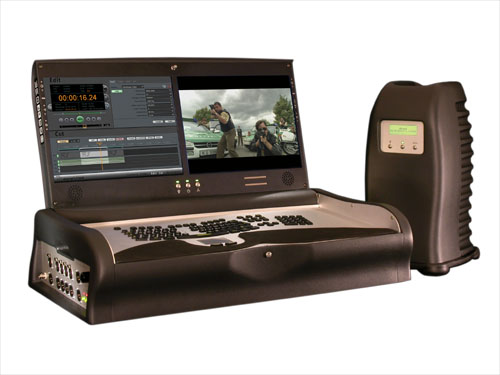
Mit dem Festplattenrecorder konnten die Daten der Kamera direkt aufgezeichnet und begutachtet werden (unkomprimiertes HDTV, YCbCr 4:2:2, RGB 4:4:4).

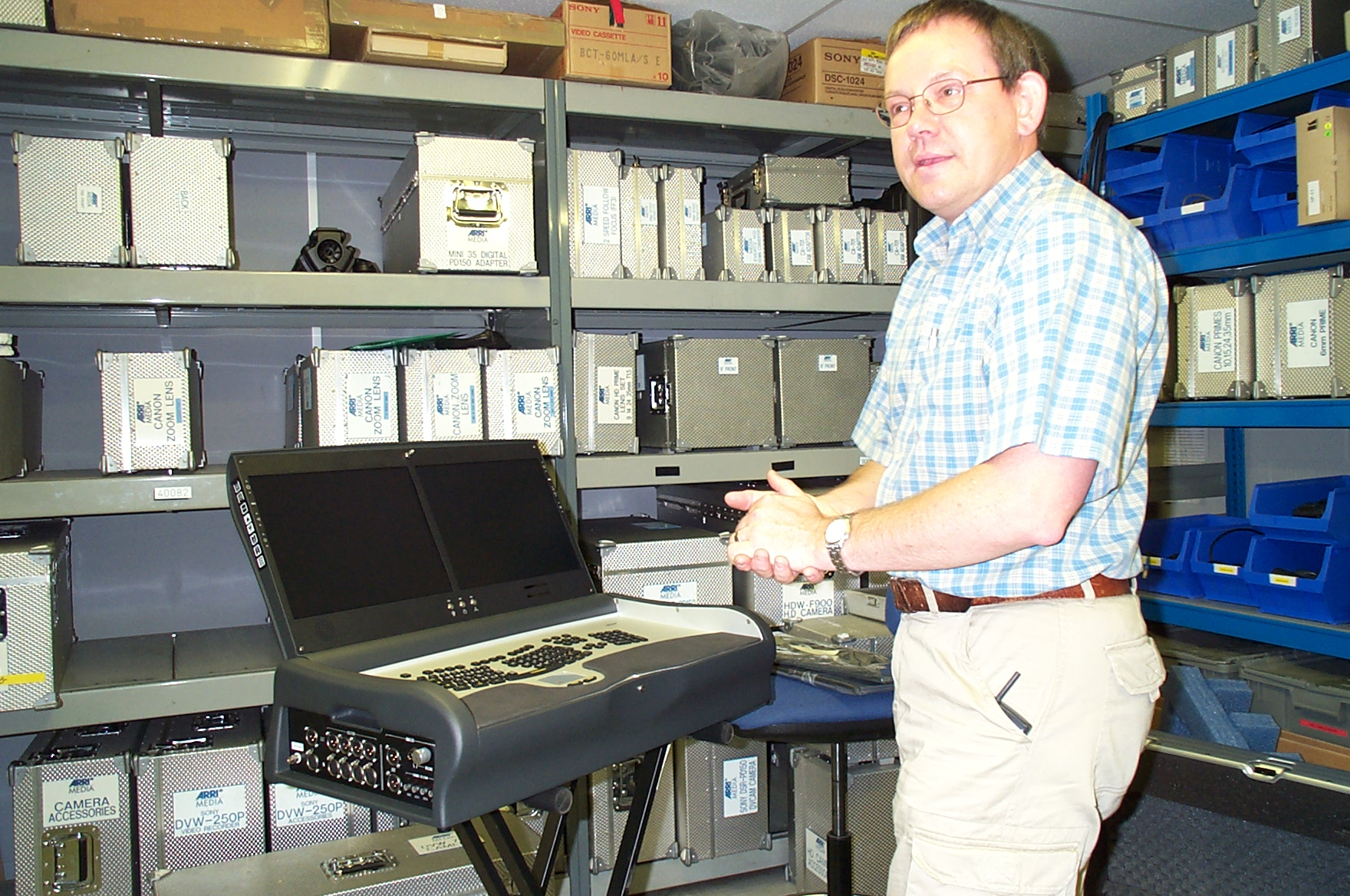
Bill Lovell († 2013) Direktor der Digitalabteilung bei ARRI Media UK mit df-cineHD Festplattenrecorder

director’s friend war eine Kölner Firma, die mit ihrer Entwicklung eines portablen Festplattenrecorders (df-cineHD) digitale Filmgeschichte geschrieben hat. Im Jahre 2001 wurde eine umgebaute Version für die Produktion des HDTV Spielfilms Russian Ark verwendet, der erste Film, der direkt auf Festplatte aufgezeichnet wurde. Diese Technik ermöglichte es erst, den Film in einer einzigen Einstellung (96 min.) zu realisieren.

## Geschichte
director’s friend wurde 1998 von Erhard Giesen und Dirk Meier gegründet, um einen portablen Computer für die digitale Filmbearbeitung zu entwickeln. Im Jahr 2000 erhielten sie auf der größten Fachmesse für Broadcast und Filmtechnik (NAB) in Las Vegas den „Pick of Show“ Award für ihr portables Schnittsystem df-silver. Ein Jahr später präsentierten sie auf der gleichen Messe die weltweit erste unkomprimierte digitale Aufzeichnung direkt von einer HD Kamera. Hierzu hatten sie den df-cineHD und den Prototyp einer digitalen Filmkassette namens „HDreel“ entwickelt, für den sie im Januar 2002 den deutschen Innovationspreis vom Beauftragten der Bundesregierung für Kultur und Medien erhielten. Auf der NAB (National Association of Broadcasters) zeigte director’s friend 2002 zusammen mit der Viper FilmStream Camera von Thomson erstmals die unkomprimierte Aufzeichnung von RGB-Daten („4:4:4“) und erhielt dafür den „Pick Hit“ Award. Die Aufzeichnung in voller Auflösung ohne Unterabtastung war das Vorbild für das dann von Sony entwickelte HDCAM SR Format. Die Firma director’s friend legte mit ihren technologischen Ansätzen und Workflow Ideen im Bereich der hochauflösenden digitalen Filmproduktion Grundlagen, musste jedoch im Jahr 2003 Insolvenz anmelden.